# شنن لتو
شنن لتو (به انگلیسی: Shannon Leto)،(زاده ۹ مارس ۱۹۷۰)، یک موسیقی‌دان اهل ایالات متحده آمریکا است.که به عنوان درامر گروه موسیقی راک ترتی سکندز تو مارس شناخته می‌شود. او این گروه را در سال ۱۹۹۸ در لس آنجلس، کالیفرنیا، با برادر کوچکترش جرد بنیان گذاشت. اولین آلبوم آنها، که همنام گروه است در سال ۲۰۰۰ منتشر شد ولی با موفقیت محدودی روبه‌رو شد. این گروه با انتشار آلبوم دوم خود بانام A Beautiful Lie (۲۰۰۵) به شهرت جهانی رسید. از سپتامبر ۲۰۱۴، این گروه بیش از ۱۵ میلیون آلبوم در سراسر جهان به فروش رسانده‌است.
لتو در طول زندگی حرفه ای خود روی چندین پروژه جانبی کار کرده‌است، از جمله همکاری با آنتوان بک، ضبط با سوپر گروه The Wondergirls و اجرای گاه به گاه خود با گروه Street Drum Corps. خلاقیت او در موسیقی باعث تحسین موسیقی دانان و منتقدین شده‌است. او به خاطر سبک درام پویا و دراماتیک و اجراهای زنده پرانرژی اش شناخته شده‌است.

## اوایل زندگی

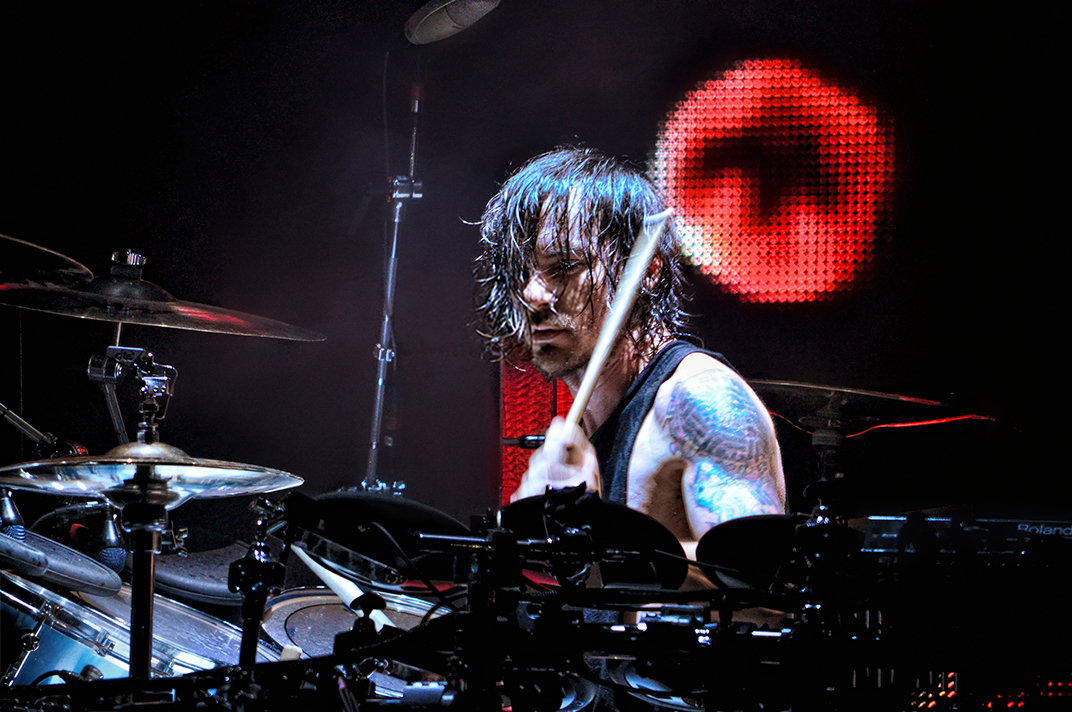
شنن لتو در سال 2013

شانون لتو در شهر بووژر، لوئیزیانا، در کنستانس لتو (née Metrejon) متولد شد. مادر او کیجن نسب است. «لتو» نام خانوادگی ناپدری اوست. والدینش در کودکی او طلاق گرفتند و او و برادر کوچکترش جرد با مادر و مادربزرگهای مادریشان ویلیام لی متریجون و روبی راسل زندگی کردند. پدرش وقتی که شانون ده ساله بود، مجدداً ازدواج کرد و خودکشی کرد. لتو مکرراً با خانواده‌اش از زادگاهش لوئیزیانا به شهرهای مختلف سراسر کشور نقل مکان می‌کرد. او دو برادر ناتنی کوچکتر از ازدواج دوم پدرش دارد.
کنستانس به جنبش هیپی‌ها پیوست و پسرانش را تشویق کرد تا در هنر شرکت کنند.
لتو از زمانی که او و برادرش در سنین پایین شروع به ساخت موسیقی با هم کردند به سازهای کوبه ای علاقه‌مند شد و مدل‌های او هنرمندان بسیاری از رسانه‌های مختلف بودند.
او در این مورد گفته‌است :
"من از یک خانواده هنری زیبا آمده‌ام، "همه جا پر از بوم نقاشی و نقاشی، سازها و همه چیز وجود داشت. این به نوعی منطقی بود. من از سنین پایین شروع به نواختن روی قابلمه و تابه کردم. من فقط به نوعی وارد آن شدم. این فقط یک پیشرفت طبیعی بود."
لتو دوران نوجوانی خود را دورانی پر دردسر توصیف کرده‌است که در آن به مواد مخدر رو آورده و ترک تحصیل کرده بود.
«من در آشفتگی بودم، احساس می‌کردم به جایی تعلق ندارم» 
و خود را «بیگانه» می‌خواند که از تبعيت از قوانین متنفر است و «از هر فرصتی برای شکستن آنها استفاده می‌کند.» در نهایت، جرد به او کمک کرد تا بر اعتیادش به مواد مخدر غلبه کند.